# Sargento de armas

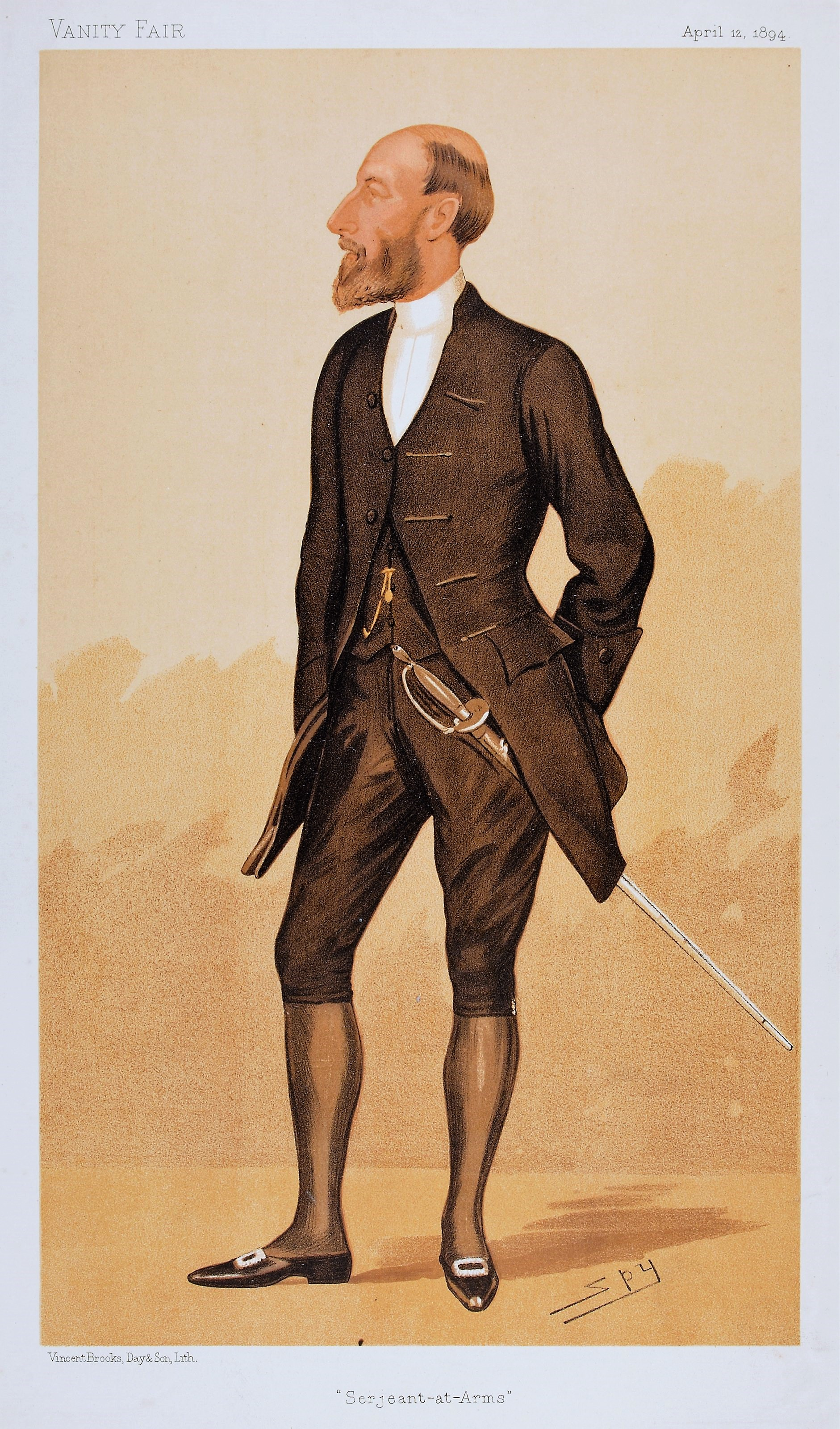
caricatura de Henry David Erskine Vanity

O Sargento de armas é um funcionário nomeado por um órgão deliberativo, geralmente um legislador, para manter a ordem durante as reuniões. O sargento palavra é derivada do latim serviens, que significa "servo".

## História
O termo sargento pode ser dividido em duas principais definições, sendo um deles um papel militar e o outro, governamental. Considerando que tecnicamente os dois papéis não eram mutuamente exclusivas, eles suportaram significados e deveres muito diferentes. O sargento, que era um soldado, era um homem do que seria denominado de origem "classe média" da sociedade moderna, desempenhando um papel ligeiramente inferior ao do cavaleiro na hierarquia medieval. Sargentos poderiam lutar tanto como cavalaria pesada, ou como bem treinada infantaria profissional, quer como lanceiros ou arqueiros. Os mais notáveis mercenários medievais eram "sargentos", como besteiros e lanceiros flamengos, que eram vistos como soldados de qualidade confiável. A classe sargento foram considerados "vale metade de um cavaleiro" no valor militar. 
O ofício teve origem na Inglaterra medieval para servir ao Soberano em um papel de polícia, bem como um oficial de justiça em tempos mais recentes. Na verdade, os Sargentos de armas constituem a mais antiga guarda real na Inglaterra, que datam como um corpo formado da época do Rei Ricardo I (cerca de 1189).
As responsabilidades originais do Sargento de armas incluía "a recolha de empréstimos e, para impressionar os homens e navios, servindo na administração local e em todas as formas de interferência com a administração local e da justiça." Em cerca de 1415, a Casa dos Comuns britânica recebeu seu primeiro Sargento de armas. Desde esta época, o sargento foi uma nomeação real, o sargento de ser um dos Sargentos de armas do Soberano. A Casa dos Lordes tem um oficial similar, o Cavalheiro Ostiário do Bastão Negro.